# Italie aux Jeux olympiques d'été de 1956
L'Italie participe aux Jeux olympiques d'été de 1956 à Melbourne en Australie. 129 athlètes italiens, 114 hommes et 15 femmes, ont participé à 76 compétitions dans 13 sports. Ils y ont obtenu 25 médailles : huit d'or, huit d'argent et neuf de bronze.

## Médailles
| Médaille | Discipline    | Épreuve                                     | Athlète | Performance | Date |
| -------- | ------------- | ------------------------------------------- | --- | ----------- | ---- |
| Or       | Aviron        | Quatre barré                                | Romano Sgheiz Franco Trincavelli Angelo Vanzin Alberto Winkler Ivo Stefanoni                                    |             |      |
| Or       | Cyclisme      | Course en ligne                             | Ercole Baldini                                                                                                  |             |      |
| Or       | Cyclisme      | Kilomètre                                   | Leandro Faggin                                                                                                  |             |      |
| Or       | Cyclisme      | Poursuite par équipes                       | Valentino Gasparella Antonio Domenicali Leandro Faggin Franco Gandini                                           |             |      |
| Or       | Escrime       | Fleuret homme par équipe                    | Antonio Spallino, Edoardo Mangiarotti, Vittorio Lucarelli, Manlio Di Rosa, Luigi Carpaneda, Giancarlo Bergamini |             |      |
| Or       | Escrime       | Épée homme                                  | Carlo Pavesi |             |      |
| Or       | Escrime       | Épée homme par équipe                       | Franco Bertinetti, Giuseppe Delfino, Edoardo Mangiarotti, Alberto Pellegrino, Giorgio Anglesio, Carlo Pavesi    |             |      |
| Or       | Tir           | Fosse olympique                             | Galliano Rossini                                                                                                |             |      |
| Argent   | Boxe          | Poids super-légers (-63,5 kg)               | Franco Nenci |             |      |
| Argent   | Cyclisme      | Vitesse                                     | Guglielmo Pesenti                                                                                               |             |      |
| Argent   | Équitation    | Saut d'obstacles par équipes                | Raimondo D'Inzeo Piero D'Inzeo Salvatore Oppes                                                                  |             |      |
| Argent   | Équitation    | Saut d'obstacles individuel                 | Raimondo D'Inzeo                                                                                                |             |      |
| Argent   | Escrime       | Épée homme                                  | Giuseppe Delfino                                                                                                |             |      |
| Argent   | Escrime       | Fleuret homme                               | Giancarlo Bergamini                                                                                             |             |      |
| Argent   | Lutte         | Lutte gréco-romaine - Poids mouche - 52 kg  | Ignazio Fabra                                                                                                   |             |      |
| Argent   | Voile         | Star                                        | Agostino Straulino Nicolò Rode                                                                                  |             |      |
| Bronze   | Boxe          | Poids lourds (+81 kg)                       | Giacomo Bozzano                                                                                                 |             |      |
| Bronze   | Cyclisme      | Tandem                                      | Giuseppe Ogna Cesare Pinarello                                                                                  |             |      |
| Bronze   | Équitation    | Saut d'obstacles individuel                 | Piero D'Inzeo                                                                                                   |             |      |
| Bronze   | Escrime       | Épée homme                                  | Edoardo Mangiarotti                                                                                             |             |      |
| Bronze   | Escrime       | Fleuret homme                               | Antonio Spallino                                                                                                |             |      |
| Bronze   | Haltérophilie | 67,5-75 kg                                  | Ermanno Pignatti                                                                                                |             |      |
| Bronze   | Haltérophilie | Plus de 90 kg                               | Alberto Pigaiani                                                                                                |             |      |
| Bronze   | Lutte         | Lutte gréco-romaine - Poids lourds, + 87 kg | Adelmo Bulgarelli                                                                                               |             |      |
| Bronze   | Tir           | Fosse olympique                             | Alessandro Ciceri                                                                                               |             |      |